# Прусська унія
Прусська унія — спроба примирення німецьких лютеран та кальвіністів, здійснена в рамках єдиної державної церкви Пруссії. Зроблено королем Фрідріхом Вільгельмом III в 1817 році в рамках святкування 300-річчя Реформації. Уніфікація викликала протест з боку консерваторів, які отримали назву старолютеран. Проіснувала до 1945 року.